# Liste d'orchestres radiophoniques
La liste qui suit présente des orchestres radiophoniques c'est-à-dire des orchestres symphoniques liés à une station de radio.

## Allemagne
- Orchestre symphonique de la SWR de Baden-Baden et Fribourg-en-Brisgau, fondé par Heinrich Strobel en 1946[1], dissous en 2016
- Rundfunk-Sinfonieorchester Berlin, fondé en 1925[2]
- Orchestre symphonique de la WDR de Cologne, fondé en 1945, successeur de l'Orchestre du Reichssender[3]
- Hr-Sinfonieorchester, Hesse, fondé en 1929, ancien Orchestre radio-symphonique de Francfort (Radio-Sinfonie-Orchester-Frankfurt)[4]
- Orchestre symphonique de la NDR, Hambourg, fondé en 1945[5]
- Orchestre philharmonique de la NDR, Hanovre, fondé en 1950[6]
- Orchestre symphonique de la MDR, Leipzig, fondé en 1924[7]
- Orchestre de la radio de Munich (Münchner Rundfunkorchester), Munich, fondé en 1952[8]
- Orchestre symphonique de la Radiodiffusion bavaroise (Symphonieorchester des Bayerischen Rundfunks), Munich, fondé en 1949[8]
- Deutsche Radio Philharmonie Saarbrücken Kaiserslautern, Sarrebruck, Kaiserslautern, fondé en 2007[8]
- Orchestre symphonique de la radio de Stuttgart (Radio-Sinfonieorchester Stuttgart des SWR), Stuttgart, fondé en 1945[9], dissous en 2016
- Orchestre symphonique de la SWR (SWR Symphonieorchester), issu en 2016 de la fusion des orchestres de Baden-Baden et Fribourg-en-Brisgau et Stuttgart

## France
- Orchestre national de France, fondé en 1934[10]
- Orchestre philharmonique de Radio France, fondé en 1937[11]
- Orchestre lyrique de l'ORTF, Orchestre radio-lyrique, fondé en 1941 et dissous en 1975[10], intégré à l'Orchestre philharmonique de Radio France
- Orchestre de chambre de l'ORTF, fondé en 1952 et dissous en 1976[12], intégré à l'Orchestre philharmonique de Radio France

## Italie
- Orchestre symphonique de la RAI de Turin, fondé en 1932[13]
- Orchestre symphonique de la RAI de Rome, fondé en 1936[14]
- Orchestre symphonique de la RAI de Milan, fondé en 1950[15]
- Orchestre de chambre « Alessandro Scarlatti » de la RAI de Naples (it)
- les quatre orchestres fusionnent en 1994 pour former l'Orchestre symphonique national de la RAI (à Turin)

## Royaume-Uni
- Orchestre symphonique de la BBC, Londres, fondé en 1930[16]
- Orchestre philharmonique de la BBC, Manchester, fondé en 1934[17]
- BBC National Orchestra of Wales, Cardiff, fondé en 1935[18]
- BBC Scottish Symphony Orchestra, Glasgow, fondé en 1935[18]
- Orchestre de concert de la BBC (en), Londres

## Autres pays européens
- Orchestre symphonique national du Danemark, Copenhague, fondé en 1925[19]
- Orchestre symphonique de la radio de Prague, Prague, fondé en 1926[20]
- Orchestre symphonique de la radio finlandaise, Helsinki, fondé en 1927[21]
- Orchestre national de la radio roumaine, Bucarest, fondé en 1928[22]
- Orchestre symphonique de la radio slovaque, Bratislava, fondé en 1929[23]
- Orchestre symphonique Tchaïkovski de la Radio de Moscou, fondé en 1930[24]
- Orchestre de la Suisse italienne, Lugano, fondé en 1933, Orchestre de la radio-télévision suisse italienne (RTSI) jusqu'en 1991[25]
- Orchestre symphonique national de la radio polonaise, Katowice, fondé en 1935[26]
- Orchestre symphonique de la RTBF, Bruxelles, fondé en 1935, dissous en 1991[27]
- Orchestre symphonique de la radio suédoise, Stockholm, fondé en 1936[28]
- Orchestre philharmonique de la radio néerlandaise, Hilversum, fondé en 1945[29]
- Orchestre symphonique de la radio de Vienne (Radio Symphoniorchester Wien), Autriche, fondé en 1945[30]
- Orchestre symphonique de la radio-télévision irlandaise, Dublin, fondé en 1946[31]
- Orchestre de la radio norvégienne, Oslo, fondé en 1946[32]
- Orchestre symphonique de la radio nationale bulgare, Sofia, fondé en 1948[33]
- Orchestre symphonique de la radio-télévision espagnole, Madrid, fondé en 1965[34]

## Autres pays
- Orchestre symphonique de la NHK, Tokyo, fondé en 1926[35]
- Orchestre symphonique de la NBC, New York, fondé en 1937 pour Arturo Toscanini et dissous en 1954, mais perdure sous le nom de Symphony of the Air jusqu'en 1963[36]
- Orchestre symphonique de la SRC (CBC Symphony Orchestra), Toronto, actif entre 1952 et 1964[37]
- Orchestre symphonique de la KBS (KBS Symphony Orchestra), Séoul, fondé en 1956[38]